# Alexandra Nechita

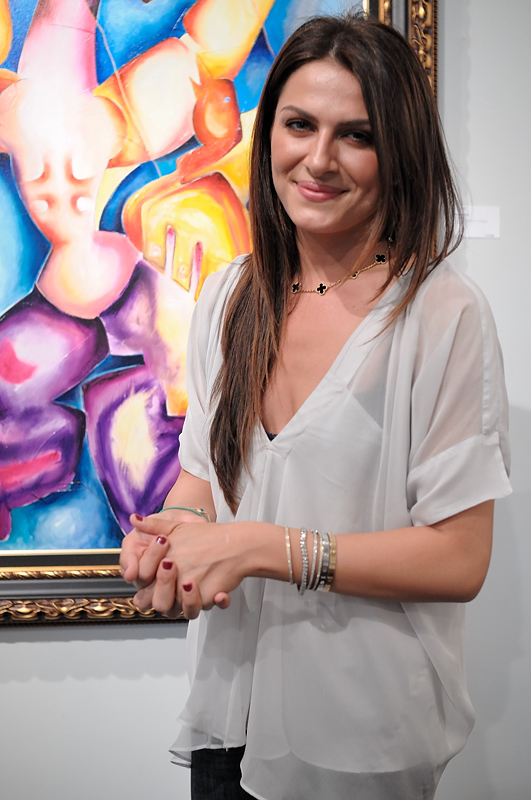
Alexandra Nechita (2010). Archivo de [https://web.archive.org/web/20101110172334/http://www.flickr.com/photos/29229060%40N04/ Ron Scubadiver

Alexandra Nechita (27 de agosto de 1985, Vaslui, Rumanía) es una pintora cubista y muralista rumano-norteamericana.

## Biografía
Nació en Vaslui, tres meses después de que su padre se hubiera escapado de la Rumanía comunista. Su madre y ella esperaron dos años para reunirse con él en los Estados Unidos. La familia se estableció en California, donde su padre encontró trabajo como técnico de laboratorio, y su madre como mánager de una oficina. 
Cuando tenía solo dos años, trabajaba ya en bolígrafo y tinte, y a los cinco años trabajaba en acuarela. A los siete años había pasado ya al óleo y acrílico. Su primera exposición individual fue a los ocho años, en la biblioteca pública de Whittier, en el distrito de Los Ángeles, California. 
Fue invitada al Show de Oprah Winfrey donde conoció a varias celebridades, incluido Bill Clinton. Por su talento llegó a ser llamada "La pequeña Picasso", ya que su obra estuvo influenciada por el pintor español. Fue llamada un niño prodigio hasta el fin de su adolescencia. 
En noviembre de 1999, Alexandra fue elegida por la Federación Mundial de la Asociación de las Naciones Unidas para liderar una Iniciativa Artística Global que involucró a más de 100 naciones. En 2005, Alexandra Nechita desveló su Monumento a la Paz en Asia (bajo el patrocinio de las Naciones Unidas), en Singapur. Se expondrá en el Instituto Católico de Singapur. Fue elegida también para pintar una serie de cuadros con el tema "Ganamos juntos", para Special Olympics. 
Dedicó un teatro al Instituto Luterano del Condado de Orange, donde había estudiado. Es conocido como "El Centro Nechita para las Artes", y tiene 740 asientos. 
Alexandra participó también en una exposición organizada por el Museo Nacional del Arte de Bucarest, y entre sus cuadros figura uno inspirado por "El lucero", el poema más conocido de Mihai Eminescu.